# Филлипс, Грэм (журналист)
Грэм Уильям Фи́ллипс (англ. Graham William Phillips, род. 26 января 1979, Ноттингем, Великобритания) — британский журналист, блогер, пророссийский пропагандист, стрингер, до марта 2015 года — сотрудник российских государственных телеканалов Russia Today и «Звезда». Получил известность в ходе своей пропагандистской работы в период Евромайдана  (Украина) в конце 2013 — начале 2014 года и во время войны на востоке Украины.
С июля 2022 года в связи с поддержкой войны России против Украины находится под санкциями Великобритании и Украины.

## Биография
Родился в городе Ноттингем 26 января 1979 года. Учился в школе в шотландском городе Перт, а затем окончил университет Данди.
Работал государственным служащим в агентстве COI в Лондоне, где как один из 700 чиновников занимался обзорами правительственных сайтов и подготовкой докладов для парламента. В 2010 году решил начать новую жизнь.
В качестве футбольного фаната впервые приехал в Украину в 2010 году вместе с английской футбольной командой. Преподавал английский язык. В начале 2011 года ненадолго вернулся в Великобританию, и с июля того же года вновь работал на Украине — фрилансером, колумнистом, специальным корреспондентом и фотографом. Публиковался в Newsweek, Politico Magazine, What’s on и других англоязычных изданиях.
В 2012 году освещал Чемпионат Европы по футболу 2012. В начале 2013 года снова ненадолго приехал в Великобританию, но снова вернулся, остановившись в Одессе. Завёл блог, канал на YouTube и с декабря 2013 года начал работать в качестве журналиста на российском телеканале Russia Today.
В 2013 году расследовал резонансное убийство на Украине английского предпринимателя Бэрри Принга (англ. Barry Pring), опубликовав результаты своего журналистского расследования в электронной книге «Ukraine — Men, women, sex, murder» (2013). Данное издание было удалено в конце года из-за угрозы подачи судебного иска.
Находясь в Одессе, следил за развитием Евромайдана в Киеве, что привело к разрыву с его украинской девушкой (из-за различий в их взглядах) и прекращению преподавания английского языка. В начале марта 2014 года он отправился в Крым, где наблюдал за развитием событий и ходом референдума. После этого ненадолго вернулся в Одессу, уволился со всех прежних мест работы и отправился на восток Украины.
16 марта 2016 года, в ходе проходивших в Риге мероприятий Дня памяти латышских легионеров, Грэм Филлипс был задержан полицией. По информации латвийского новостного агентства «Delfi», вооружённый тремя видеокамерами журналист Филипс провоцировал участников шествия: сначала он попытался возглавить колонну участников, а затем начал оскорблять собравшихся, называя их фашистами и призывая «одуматься». В ночь на 17 марта Филлипс был депортирован в согласившуюся его принять Россию и включён Министерством Внутренних Дел Латвии в «чёрный список», по которому получил запрет на въезд в страну на три года.
2 августа 2016 года Филлипс и немецкий журналист Билли Сикс ворвались в помещение редакции берлинского издания Correctiv. Они требовали встречи с журналистом Маркусом Бенсманном, который вел расследование обстоятельств крушения «Боинга» МН17 на востоке Украины в 2014 году. Согласно изданию, гости кричали «Лживая пресса!» (нем. Lügenpresse!) и «Почему вы врёте?», вели видеосъемку и отказывались уходить. После вывода из помещения они продолжили съёмку, используя телескопические штативы, из-за чего сотрудники редакции вызвали полицию.

### Освещение событий российско-украинской войны
Освещал протесты на Юго-Востоке Украины (2014). В своих репортажах выражал критическую позицию в отношении событий Евромайдана и нового украинского правительства, в частности неоднократно заявлял о собственной вере в то, что этого государства больше не существует. В репортажах неоднократно называл украинскую сторону «фашистами» и «киевской хунтой», что совпадало с тезисами официальных российских СМИ.
В тот период вёл на Донбассе репортажи и брал интервью на английском и русском языках (при этом плохо разговаривая по-русски).
В мае 2014 года Грэм Филлипс вёл репортажи из района боевых действий у Славянска, Мариуполя и других городов Донецкой области. 20 мая был задержан на украинском блокпосту при попытке выехать из Мариуполя в Славянск. По информации СМИ, украинские силовики инкриминировали ему шпионаж в пользу сил донецких сепаратистов, либо Российской Федерации. Однако через два дня он был отпущен.
В июле 2014 года вернулся в зону боевых действий на востоке Украины для продолжения репортажей. Вечером 22 июля он с группой из трёх других журналистов решил осмотреть аэропорт Донецка. Филлипс и корреспондент агентства ANNA News отправились к самому аэропорту, где были задержаны украинскими военными. 25 июля СБУ сообщила о решении депортировать его из страны «с запретом въезда на её территорию сроком на три года в интересах обеспечения государственной безопасности, суверенитета и территориальной целостности».
После депортации Грэма из Украины в Польшу руководство телеканала RT по соображениям безопасности запретило ему возвращаться на Украину. Он переехал в Россию и некоторое время работал в Ростове, однако уже 14 августа он снова направился на Украину. Снимал видеорепортажи об обстановке в Луганске и его окрестностях во время «августовской блокады».
5 сентября 2014 года отряд российских неонацистов «Русич» и луганских сепаратистов ГБР «Бэтмен» заняли пустой украинский блокпост, вывесили украинский желто-синий флаг, устроили засаду на трассе и атаковали отступавший батальон «Айдар». Как минимум один из раненых бойцов «Айдара» подвергся истязаниям. Спустя пять дней после атаки вооруженные люди выкрали одного из раненых из госпиталя, облили горючей жидкостью и подожгли. Грэм снял "интервью" с полностью обгоревшим пленным. Позже пленный был зверски убит.
До марта 2015 года сотрудничал с телеканалом «Звезда».
Был знаком с Александром Захарченко, Арсеном Павловым (Моторола) и Михаилом Толстых (Гиви).
17 сентября 2016 года в ходе освобождения из плена ЛНР украинского военнослужащего Владимира Жемчугова Грэм Филлипс оскорблял его (именовал «зомби», спрашивал: «Кто тебя зомбировал?» и «Кому ты теперь нужен, безрукий?») и украинских журналистов. В ходе обмена британец был со стороны ЛНР и оказывая помощь его представителям, само видео было выложено Филлипсом в видеоблоге на YouTube. Представительница ОБСЕ по вопросам СМИ Дуня Миятович назвала поведение Филлипса презренным, позорным поступком и не журналистикой.

### Дальнейшая деятельность
Во время пандемии COVID-19 был в Великобритании, снимая себя на протестах против Black Lives Matter в центре Лондона.
С начала российского вторжения на Украину начал снова ретранслировать российские тезисы, заявляя об управлении Украиной нацистами и отрицая причастность России к резне в Буче. На тот момент аудитория его YouTube канала равнялась 264 тысячам человек, при этом видеохостинг не отключал для него возможность заработка от рекламы и не удалял сам канал.
Записанное им интервью со взятым в плен в Мариуполе британцем Эйденом Эслиным вызвало резонанс в Великобритании. Деятельность Филлипса вызвали обвинения в нарушении Женевских конвенций об обращении с военнопленными и причастности интервьюера к военным преступлениям.
Лондон ввёл санкции против Грэма Филлипса за освещение ситуации в Донбассе. Об этом стало известно из документа, опубликованного на  официальном сайте правительства Великобритании.

## Оценки
Согласно исследованию Фила Батлера, редактора сайта Everything PR, Грэм Филлипс был самым влиятельным автором одной из недель мая 2014 в твиттере, публикующим информацию об украинских событиях. Как утверждается в статье, данные получены с помощью инструмента мониторинга социальных медиа Brandwatch. В твиттере у Грэма Филлипса более 37 тыс. подписчиков.
Несмотря на то, что Грэм Филлипс являлся внештатным сотрудником телеканала RT (Russia Today), он стал на канале самой узнаваемой фигурой с Юго-Востока Украины, его любительские репортажи часто выходили в эфир. С конца 2014 года по март 2015 года Грэм Филлипс сотрудничал с российским телеканалом Звезда.

## Награды
- 1 марта 2015 — Знак «Пограничное братство» от мэра подмосковного города Чехов Павла Хлюпина от имени сообщества «Погранец.рф» за «оказание реальной помощи Новороссии»[38].
- 21 декабря 2015 — медаль «За заслуги» II степени от главы ЛНР Игоря Плотницкого[39].
- 5 февраля 2016 — медаль военного журналиста имени Дмитрия Карбышева[источник не указан 959 дней].
- 29 сентября 2016 — медаль «За содействие органам внутренних дел» МВД ЛНР[40]

## Семья, личная жизнь, взгляды
Мать — Катрин, отец — Норман Филлипс.
Грэм проводил в Лондоне акцию сбора средств в помощь ополченцам на Донбассе, и в одном из участников акции узнали известного британского нациста Пирса Мэллора.

### Видео
- Грэм Филлипс о себе и своей работе. 15 мая 2014.

### Статьи
- Грэм Филлипс — журналист или мишень // Profile Russia, 14 декабря 2016.
- 12 мифов Майдана: британец разрушил европейские стереотипы о событиях в Киеве. RT (16 декабря 2013). Дата обращения: 30 мая 2014.
- Охота на Грэма Филлипса // Российская газета. — 2014, 7 мая.
- Дмитрий Строганов. Грэм Филлипс: западные журналисты на Украине не вылезают из гостиниц. Ридиус (22 августа 2014). Дата обращения: 12 сентября 2014.
- Max Seddon. How A British Blogger Became An Unlikely Star Of The Ukraine Conflict — And Russia Today (англ.). BuzzFeed (20 мая 2014). Дата обращения: 23 мая 2014.
- Ann-Dorit Boy. Bedroht, gehetzt, inhaftiert, angeklagt (нем.). Frankfurter Allgemeine Zeitung (23 мая 2014). Дата обращения: 17 июня 2014.
- Bryan Copland. Dundee man Graham Phillips speaks of his life as a reporter in Ukraine (англ.). The Evening Telegraph (28 мая 2014). Дата обращения: 30 мая 2014.
- Скандальный Грэм Филлипс из Russia Today снова пропал в Украине. Подробности (23 июля 2014). Дата обращения: 23 июля 2014.
- Артур Приймак. «Как украинцы могли быть так наивны?» Взгляд (15 августа 2014). Дата обращения: 15 августа 2014.
- Даша Маленкова. «Грэм Филлипс - замдиректора АДИ ДонНТУ? Или наоборот? Курьезный случай в Горловке». Горловка NEWS (29 июня 2018). Дата обращения: 3 июля 2018.